# Gura Padinii
Gura Padinii is een Roemeense gemeente in het district Olt.
Gura Padinii telt 1916 inwoners.